# Film d'amore
Film d'amore (Szerelmesfilm) è un film del 1971 diretto da István Szabó.